# Азорский антициклон
Азорский антициклон, также известный как область высокого давления в Северной Атлантике и Бермудский антициклон (последнее название больше распространено в США) — центр колоссальной области высокого давления в субтропическом хребте, находящийся в Атлантическом океане, вблизи Азорских островов на так называемых «конских широтах». Антициклон существует постоянно, но влияние его сильнее в летнее время.
Азорский антициклон образует два пояса колебаний. Влияние Азорского антициклона на климат очень велико: так, во многом именно он влияет на климат Северной Африки и Южной Европы (Испания, Португалия), вызывая засушливое лето в этих районах. В годы, когда Азорский антициклон ещё больший, то он вызывает жару и засуху ещё и на юге Англии, во Франции, Северной Германии, восточных районах США и даже в Средней полосе России. Типичное давление около 1024 миллибар. 
С наступлением зимы антициклон смещается к югу, и погода в областях, где он активен летом, становится более изменчивой. 
Антициклон довольно сильно влияет на климатические процессы, происходящие в регионе. Так, он является виновником ураганов в Карибском море и влияет на виды, проживающие в регионе. С существованием Азорского антициклона связано образование тропических волн, из которых формируется большое число тропических циклонов Атлантического бассейна.

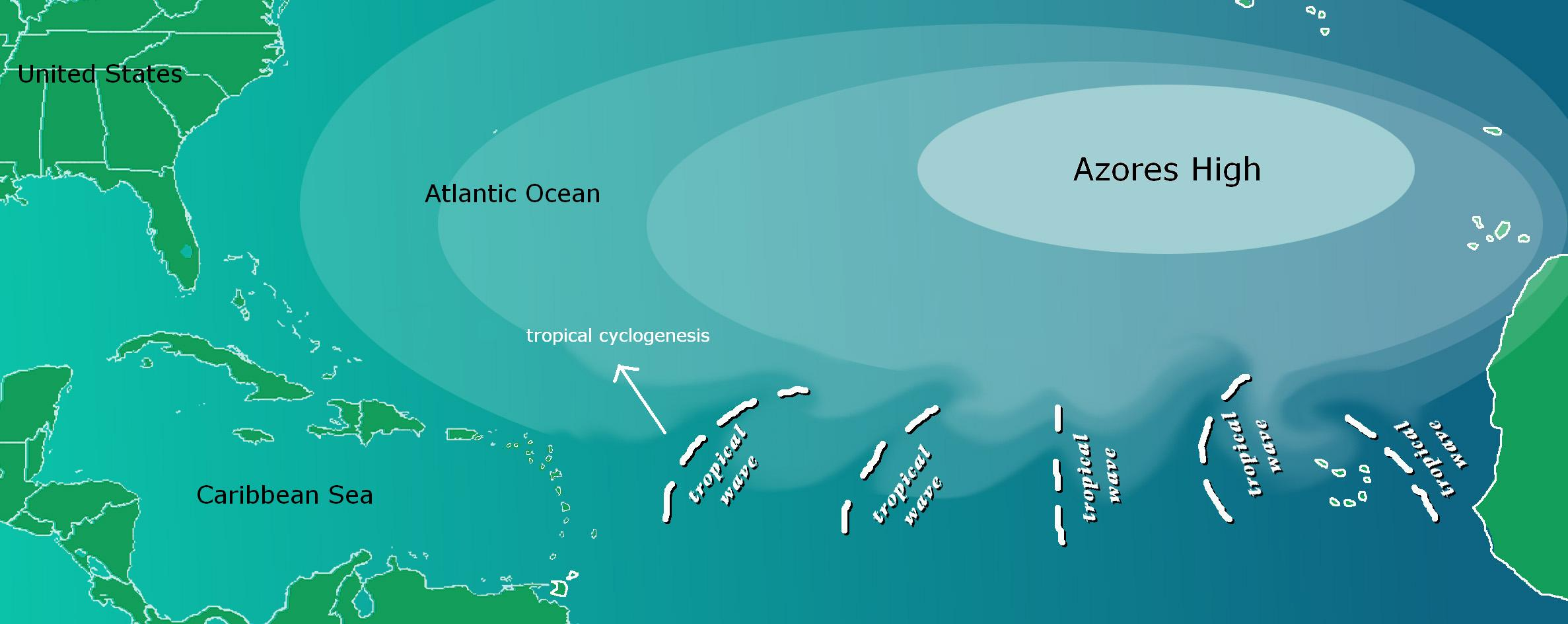
Тропические волны.